# The Entertainer (single de Billy Joel)
"The Entertainer" é um single do cantor e compositor Billy Joel, lançado como único single do seu álbum de 1974 Streetlife Serenade.
A canção ocupou a posição #34 nas paradas americanas, um sucesso no Top 40 para Joel naquele ano.
A canção é um olhar cínico sobre a fama rápida de um músico e os inconstantes gostos do público.
Em alguns singles lançados para "The Entertainer" a canção tinha um lado B com "The Mexican Connection".

## Posição nas tabelas internacionais
| Tabela (1975)                                | Posição ocupada |
| -------------------------------------------- | --------------- |
| U.S. Billboard Hot 100                       | 34              |
| U.S. Billboard Hot Adult Contemporary Tracks | 30              |